# L'Aleph
Pour les articles homonymes, voir Aleph.
L'Aleph (en espagnol : El Aleph) est un recueil de dix-sept nouvelles écrit par Jorge Luis Borges, éditées séparément entre 1944 et 1952 dans différents périodiques de Buenos Aires. Le titre du livre est celui de la dernière nouvelle.
On retrouve dans ce livre les thèmes de prédilection de Borges : les nombreuses références littéraires (parfois volontairement fantaisistes), la métaphysique, les labyrinthes, l'infini. Plusieurs nouvelles ont pour sujet la mort ou l'immortalité. Plusieurs ont pour cadre l'Antiquité gréco-latine ou l'Orient médiéval.

## Éditions
Les nouvelles de ce recueil ont été écrites (en espagnol) et publiées sur un intervalle de presque dix ans. Le recueil lui-même a connu plusieurs éditions différentes. La première, en 1949, ne comportait pas Abenhacan el Bokhari mort dans son labyrinthe, Les deux rois et les deux labyrinthes, L'attente, et L'homme sur le seuil, incorporées en 1952.
En français, Roger Caillois a traduit et publié quatre d'entre elles en 1953 dans un petit volume, intitulé Labyrinthes : L'immortel, Histoire du guerrier et de la captive, L'écriture du dieu, et La quête d'Averroès. Il justifie ce choix par une « inspiration commune » et présente ainsi ces quatre nouvelles :
« Les présents récits placent dans des symétries abstraites presque vertigineuses, des images à la fois antinomiques et interchangeables de la mort et de l'immortalité, de la barbarie et de la civilisation, du Tout et de la partie.
Par là, ils illustrent la préoccupation essentielle d'un écrivain obsédé par les rapports du fini et de l'infini. »
Il traduisit et publia trois autres contes en 1957 : La demeure d'Astérion, Abenhacan el Bokhari mort dans son labyrinthe, et Les deux rois et les deux labyrinthes.
Les dix nouvelles restantes furent traduites pour la première édition complète en français, en 1967, par René L.-F. Durand.

## Les nouvelles

### L'Immortel
- Première parution : revue Los Anales de Buenos Aires, vol. 2, no 12, février 1947, sous le titre les immortels.
- Titre original : Los inmortales

Le texte est présenté comme un manuscrit trouvé dans un exemplaire de L'Iliade traduite par Pope, acheté à un vieux libraire.
Marcus Flaminius Rufus, tribun d'une garnison reculée d'Égypte, entend parler d'une cité d'immortels et décide de la découvrir. Ayant perdu tous ses hommes, il finit par arriver en un lieu désolé où des Troglodytes amorphes, nus et sales, contemplent sans la voir la Cité des Immortels, terrible labyrinthe désert où il manque de devenir fou.
Marcus tente de survivre parmi les Troglodytes ; en buvant à leur ruisseau, il se rend compte que c'est là la source d'immortalité. Il rejoint alors les ermites immortels, qui négligent leurs corps au profit de la recherche de vérités universelles. L'un d'eux, le grand Homère, se targue d'avoir suggéré la démolition et la reconstruction aberrante de la cité afin de couper leurs attaches matérielles.
Après de nombreuses années, tous se lassent de l'immortalité : ils partent alors, séparément, quérir une source qui leur rendrait leur condition de mortels. Le narrateur vit de nombreuses existences, avant d’enfin trouver cette eau près d'une ville d'Érythrée.
La fin de l'histoire montre que le narrateur est alors Homère, qui, au fil du temps, était devenu le reflet du Romain.

### Le Mort
- Première parution : revue Sur, no 145, novembre 1946.
- Titre original : El muerto

Cette nouvelle raconte la destinée de Benjamin Otalora, agé de 19 ans en 1891, un homme des faubourgs de Buenos Aires qui est devenu capitaine de contrebandiers. Le chef de sa commune lui remet une lettre à donner à un certain Azevedo Bandeira d’Uruguay. Après l’avoir trouvé, une altercation éclate entre les deux hommes et se termine sans gravité. Le lendemain, les deux hommes se retrouvent dans un bureau et Bandeira propose à Otalora d’amener un troupeau de chevaux au Nord. Celui-ci accepte et part en direction de Tacuacembo. Commence alors pour Otalora une nouvelle vie. 
Un an de cette vie à peine et Otalora devint Gaucho. Il est à présent un homme de Bandeira et est craint pour cette raison. Otalora comprend que Bandeira est un contrebandier et, qu’en tant que gardien de chevaux, il est son serviteur. Otalora souhaite monter l’échelon supérieur et prendre la place de Bandeira. 
Une autre année s’écoule avant qu’il ne revienne à Montevideo.  Otalora n’a pas revu Bandeira depuis un an et la rumeur raconte que Bandeira est mourant. Un « nègre » est chargé de lui apporter le Mate. Un soir, on confie cette tâche à Otalora. Il remarque que Bandeira est faible, grisonnant et malade et qu’il ne lui faudrait qu’un simple coup pour s’en débarrasser mais qu’il est accompagné d’une femme aux cheveux roux qui pourrait l’en empêcher. 
Otalora reçoit l’ordre de repartir vers le nord. Il échoue dans une estancia appelée « le soupir ». Il rencontre Ulpiano Suarez, le garde du corps de Bandeira. Otalora nourrit le désir de tuer Bandeira.  Il gagne l’amitié de Suarez qui lui promet de l’aider.    
Un jour, au milieu de la campagne de Tacuarembo, lors d’un échange de coups de feu avec des gens du Rio Grande, Otalora se substitue à Bandeira et prend la tête des Uruguayens. Ce soir-là, Otalora rentre avec le cheval et la femme aux cheveux roux de Bandeira.
L’ultime scène de cette histoire se passe pendant la dernière nuit de 1894. Otalora savoure le fait d’être devenu le chef face à Bandeira taciturne qui « laisse couler la nuit » 
Ulpiano saisit son révolver, Otalora comprend, avant de mourir, qu’il a été trahi depuis le début, qu’il a été condamné à mort, qu’on lui a permis d’aimer, d’être le chef, de triompher, parce qu’on le tenait déjà pour mort, parce que, pour Bandeira, il était déjà mort.   

### Les Théologiens
- Première parution : revue Los Anales de Buenos Aires, vol. 2, no 14, avril 1947.
- Titre original : Los teólogos

Au IVe siècle, le théologien Aurélien a pour rival Jean de Pannonie qui excelle dans les controverses théologiques des débuts de l'Église. Jean pourfend aisément l'hérésie des monotones, pour qui le Temps est circulaire et tout se répète à l'infini. Aurélien ravale sa fierté.
Quelques années plus tard, Aurélien doit réfuter l'hérésie des histrions, pour qui le Monde prendra fin lorsque tous les actes possibles, y compris les pires, auront été accomplis. Pour cela, il lui faut d'abord exprimer la doctrine adverse. Or il réalise que le meilleur exposé en est une des déclarations de Jean contre les « monotones ». Par l'intermédiaire d'Aurélien, Jean devient donc hérétique. Sûr d'avoir toujours raison, il n'arrive pas à faire montre de repentir ; il est mis à mort.
Aurélien a vaincu, mais il n'en conçoit guère de joie. Il passe le reste de sa vie à tenter d'expier cette infamie.
Cependant, lorsqu'il meurt et monte au Paradis, il apprend que tout cela n'avait aucune importance car pour Dieu, les différences entre les hommes, entre Aurélien et Jean, sont absolument insignifiantes.

### Histoire du guerrier et de la captive
- Première parution : revue Sur, no 175, mai 1949.
- Titre original : Historia del guerrero y la cautiva

Le récit est une réflexion de Borges narrateur sur le destin de Droctulf un général Byzantin lombard d’origine barbare de la seconde moitié du VIe siècle qui,  lors de l’assaut de Ravenne,  abandonna les siens et mourut en défendant la ville qu’il avait d’abord attaquée. Une épitaphe a été rédigée en son honneur par les habitants de Ravenne.
Terribilis visu facies, sed mente benignus

Longaque robusto pectore barba fuit

Contempsit caros dum nos amat ille, parentes

Hanc patriam reputans esse, suam.

Vue terrible sur le visage, mais le genre

Et l’union robuste fuyante de sa barbe sur sa poitrine,

Bien que nous aimions ne pas aimer tendrement ses parents ;

Ce pays réputé, était le sien.
Edward Gibbon reprend ces vers dans The History of the Decline and Fall of the Roman Empire.
Borges explique que la décision de Droctulf de trahir sa patrie est due au fait qu’il était d’origine barbare, des forêts et fondrières de Germanie. Il n’avait jamais vu une cité comme Ravenne et elle dut lui paraitre comme une « machine complexe dont nous ignorons la destination, mais dans le dessin de laquelle on devine une intelligence immortelle » et ainsi lui donner l’envie irrépressible de la défendre. Il ne juge pas cet acte comme de la trahison car, plus tard, les Lombards des générations suivantes firent comme lui : ils se firent Italiens. 
Borges compare ce destin avec celui d’une femme qu’a rencontrée sa grand-mère anglaise en 1872. Une autre anglaise originaire du Yorkshire exilée à Junín dans le désert depuis 15 ans et qui était maintenant la femme d’un cacique. La femme vivait une vie difficile et sanglante, cependant elle refusa l’aide proposée par la grand-mère de Borges et retourna vivre dans le désert. 
Borges exprime qu’un élan secret plus profond que la raison lie ces deux personnages, le barbare qui embrasse la cause de Ravenne et l’européenne qui choisit le désert sont l’avers et le revers d’une médaille et sont, pour Dieu, identiques.

### Biographie de Tadeo Isidoro Cruz
- Première parution : revue Sur, no 122, décembre 1944.
- Titre original : Biografía de Tadeo Isidoro Cruz (1829-1874)

Fils posthume d'un guérillero défait, Tadeo Isidoro Cruz mène une vie violente, sauvage, instable, à l'image des marais et de son temps. Un jour, il tue un péon soûl qui s'est par trop moqué de lui ; en cavale dans les marais, le cri d'un oiseau kamichi l'avertit de la venue de la police. Malgré sa violente résistance, Cruz, saisi et jugé, est envoyé dans un régiment pénal. Le voici soldat des guerres civiles, héros des guerres indiennes, citoyen, propriétaire, sergent de la milice rurale. À son tour il mène la traque d'un homme dans les marais, et il le trouve alors que chante un kamichi de nouveau fatidique. Dans l'impitoyable lutte nocturne qui suit, Tadeo Isidoro Cruz « comprit son ultime destin de loup, et non de chien grégaire ; il comprit que l'autre était lui ». Il arrache son uniforme et se joint au hors-la-loi, son alter ego.

### Emma Zunz
- Première parution : revue Sur, no 167, septembre 1948.
- Titre original : Emma Zunz

Le 14 janvier 1922, Emma Zunz, ouvrière chez Tarbuch et Loewenthal, apprend par lettre que son père s'est empoisonné au Brésil. Emma sait bien que c'est un suicide : son père était en fuite, injustement accusé d'un détournement de fonds en réalité perpétré par Aaron Loewenthal.
Emma continue sa vie sage et discrète, entre travail, discussions avec ses amies, et débats à propos de la grève imminente. Cherchant en fait à s'approcher de Loewenthal, elle s'abaisse à lui servir d'espionne, allant jusqu'à jouer le rôle d'une prostituée. Enfin elle peut aller faire son rapport chez Loewenthal. Usant d'un prétexte, elle s'empare d'une arme et l'abat.
Emma espère triompher de Loewenthal et échapper à la justice corrompue des hommes. Mais Loewenthal meurt salement : il saigne et crie des injures. Écœurée, Emma doit maquiller son acte en auto-défense. Tout le monde accepte sa version des faits, mais Emma ne peut plus croire elle-même qu'elle a su éviter de se salir.

### La Demeure d'Astérion

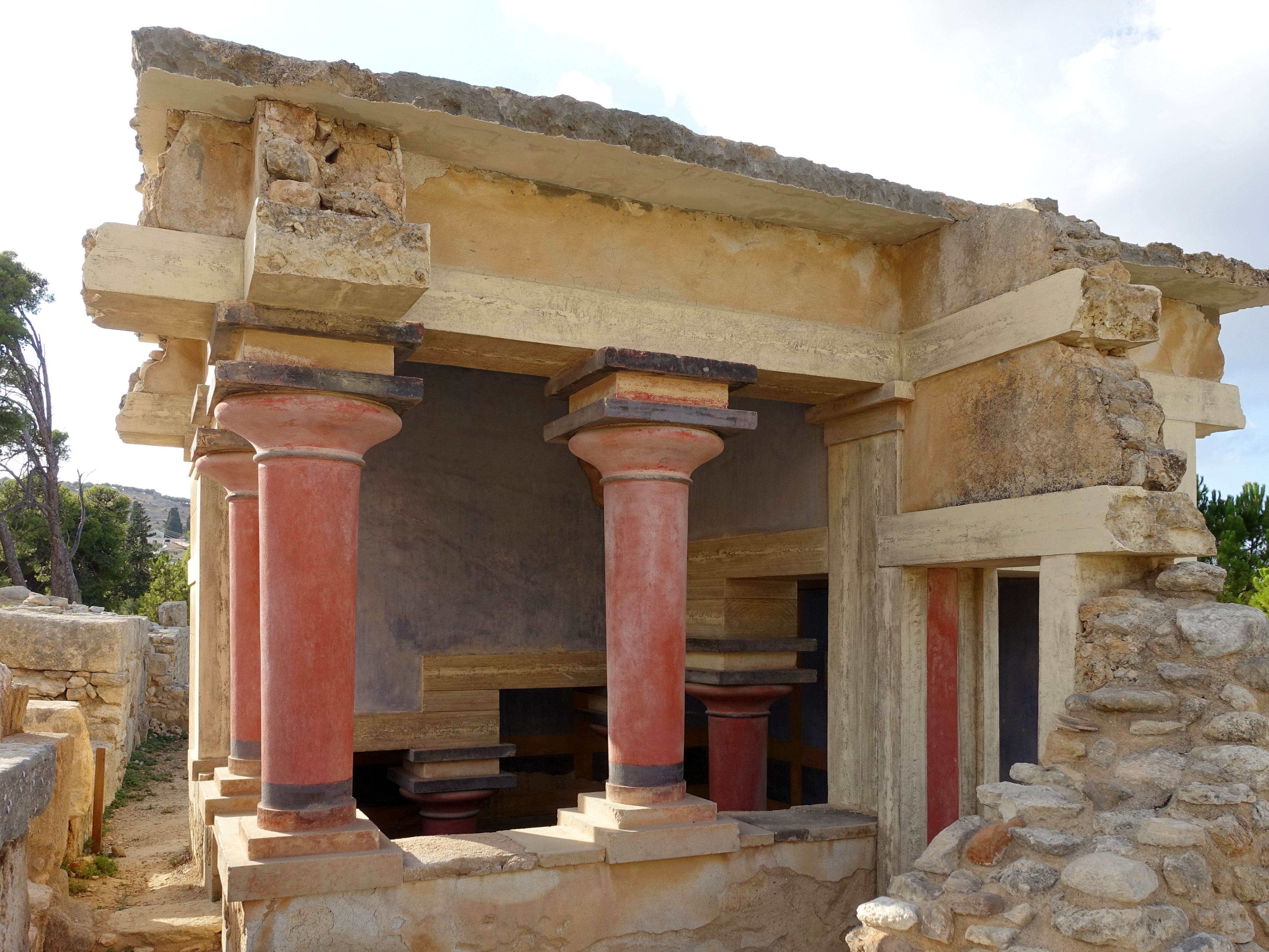
La demeure d'Astérion ? (vue du palais de Cnossos)

- Première parution : revue Los Anales de Buenos Aires, vol. 2, no 15-16, mai 1947.
- Titre original : La casa de Asterión

Astérion, personnage solitaire et innocent, décrit sa demeure et sa vie, faite de jeux et de rêveries, mais aussi d'ennui ; à la fin de la nouvelle, Thésée le tue. C'est le mythe du Minotaure, mais du point de vue du monstre.
Cette nouvelle a été inspirée à Borges par une toile de George Frederic Watts.
La construction de la nouvelle est progressive. Borges laisse des indices qui, peu à peu, laissent entrevoir la réalité de ce personnage. Pour le lecteur dubitatif ou qui n'aurait pas compris, la fin est abrupte :
« Le soleil du matin resplendissait sur l'épée de bronze, où il n'y avait déjà plus trace de sang. “Le croiras-tu Ariane ? dit Thésée, le Minotaure s'est à peine défendu.” »
Ce paragraphe est le seul dont le narrateur ne soit pas Astérion.

### L'Autre mort
- Première parution : journal La nación, 9 janvier 1949.
- Titre original : La otra muerte

Don Pedro Damian s’est conduit lâchement pendant une bataille et voudra toute sa vie se racheter. Dieu lui offre cette opportunité au moment de sa mort, en lui faisant revivre cette bataille dans laquelle il meurt courageusement. L'histoire retient donc qu’il y a eu deux Damian sur le champ de bataille : celui qui y est mort courageusement et le lâche.

### Deutsches Requiem
- Première parution : revue Sur, no 136, février 1946.
- Titre original : Deutsches Requiem

Otto Dietrich Zur Linde revient sur ses ancêtres allemands et sur sa vie, de sa naissance en 1908 à sa condamnation à mort en 1945, pour les crimes par lui perpétrés quand il était directeur d'un camp d'extermination. Il se proclame musicologue, philosophe, théologien contrarié. Il disserte sur l'inéluctable destin humain, sur le fil secret de l'Histoire qui relie Arminius à Adolf Hitler. Il dit avoir voulu, dans son camp, personnellement détruire le poète juif David Jérusalem, parce qu'il voyait en lui le reflet de son humanité et un terrible reproche.
À l'heure de la sentence, Zur Linde avoue avoir été secrètement satisfait de la défaite du Troisième Reich. D'abord, pour lui, c'était dans l'ordre des choses : rien n'arrive sans raison. Ensuite, la violence absolue révélée par Hitler doit régénérer le monde amolli par le judéo-christianisme. « Si la violence et l'injustice et le bonheur ne sont pas pour l'Allemagne, qu'ils soient pour d'autres nations. Que le Ciel existe, même si notre place est en enfer. »

### La Quête d'Averroès

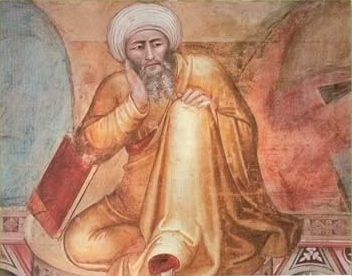
Averroès pensant

- Première parution : revue Sur, no 152, juin 1947.
- Titre original : La busca de Averroes

Cette nouvelle raconte les difficultés rencontrées par Averroès, lors de sa traduction de La Poétique d'Aristote. En effet, les concepts de comédie et tragédie, tout comme le théâtre sont inconnus aux Arabes de cette époque.
Par une mise en abyme caractéristique de son style, Borges établit, à la fin du conte, le parallèle entre les difficultés d'Averroès et les siennes : il lui faut, en effet, comprendre le mode de pensée du savant arabe pour écrire cette histoire.
« Je compris qu'Averroès s'efforçant de s'imaginer ce qu'est un drame, sans soupçonner ce qu'est un théâtre, n'était pas plus absurde que moi m'efforçant d'imaginer Averroès […]. Je compris […] que, pour rédiger ce conte, je devais devenir cet homme et que, pour devenir cet homme, je devais écrire ce conte, et ainsi de suite à l'infini. »

### Le Zahir
- Première parution : revue Los Anales de Buenos Aires, vol. 2, no 17, juillet 1947.
- Titre original : El Zahir

Le narrateur se retrouve en possession d'un zahir, un objet dont on ne peut se détacher l'esprit. Dans son cas précis, il s'agit d'une pièce de monnaie éraflée. Il apprend que d'autres Zahirs apparaissent parfois çà et là.
La nouvelle raconte ses efforts pour perdre et oublier le Zahir, mais la malédiction sera la plus forte.

### L'Écriture du dieu

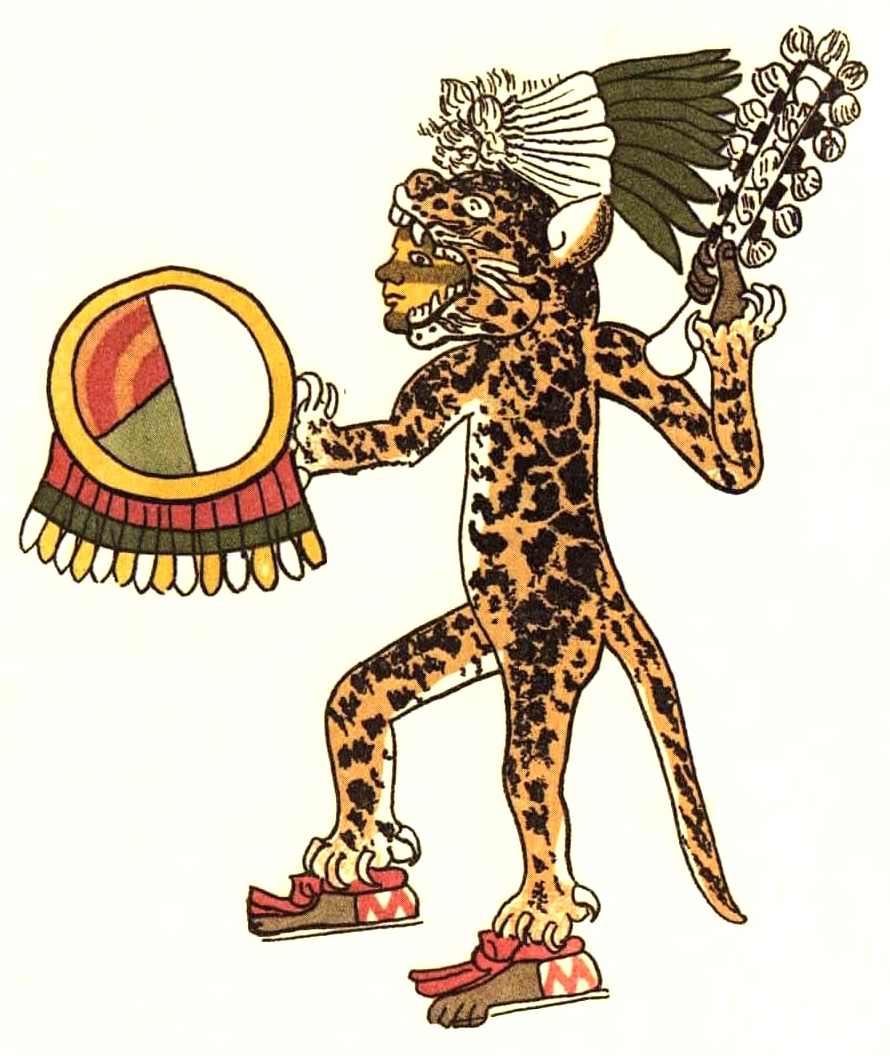
Guerrier-jaguar aztèque

- Première parution : revue Sur, no 172, février 1949.
- Titre original : La escritura del Dios

Prisonnier d'un conquistador, un prêtre n'a d'autre espoir que de trouver la parole magique que son dieu a, pense-t-il, laissée quelque part dans le monde. Il se convainc qu'il la trouvera dans le dessin de la peau du jaguar qu'on garde dans la cellule voisine.
Le prêtre met des années à déchiffrer la peau du jaguar au fil des rares moments où il le voit. Lorsque enfin il sait lire l'écriture du dieu, il constate qu'il n'a plus besoin de prononcer ces mots kabbalistiques, car la connaissance l'a élevé à un niveau qui le met au-delà de sa propre souffrance.

### Aben Hakam el Bokhari mort dans son labyrinthe
- Première parution : revue Sur, no 202, août 1951.
- Titre original : Abenjacán el Bojarí, muerto en su laberinto

Deux jeunes gens passent la nuit dans l'étonnant labyrinthe de brique rouge qu'un nommé Saïd a construit sur la côte anglaise. Selon l'un d'eux, Saïd se cachait de son terrible frère Aben Hakam el Bokhari , à qui il avait volé le fruit du pillage des terres du Soudan ; un lion et un esclave africain étaient censés le protéger. Un jour Aben Hakam vint ; au cœur du labyrinthe il tua Saïd, le serviteur et le lion en leur écrasant la tête ; et il s'en alla vengé.
Mais son ami n'est pas dupe. Pour lui, tout ce décorum inutile et voyant - le labyrinthe, le lion, le serviteur étrange - formait un leurre pour attirer Aben Hakam et le convaincre que Saïd était lâche et idiot. Sa méfiance endormie, Saïd l'a tué et a pris son identité, la mort du serviteur et du lion servant à tromper les crédules.

### Les Deux Rois et les Deux Labyrinthes
- Première parution : journal El Hogar, 16 juin 1939.
- Titre original : Leyenda arábiga (Historia de los dos reyes y los dos laberintos, como nota de Burton)

Les deux rois et les deux labyrinthes prend la forme d’un conte oriental, dans le style des Mille et une Nuits, une œuvre que Borges relisait inlassablement.
Le roi de Babylone a fait construire un labyrinthe si complexe que même les plus sages de ses sujets s’y perdent. Un jour, un roi arabe lui rend visite. Pour se moquer de lui, le roi de Babylone le fait pénétrer dans le labyrinthe où il erre désespérément, jusqu’à la tombée de la nuit. Il ne trouve la sortie qu’en implorant le secours divin. 
Rentré en Arabie, il décide de se venger, rassemble ses armées et ravage les royaumes de Babylone. Il capture le roi, l’attache au dos d’un chameau, l’emmène dans le désert et lui dit : « à Babylone tu as voulu me perdre dans un labyrinthe de bronze aux innombrables escaliers, murs et portes. Maintenant, le Tout-Puissant a voulu que je te montre le mien, où il n’y a ni escaliers à gravir, ni portes à forcer, ni murs qui empêchent de passer. » Puis il l'abandonne, le laissant mourir de soif.
Ce conte est paru pour la première fois le 16 juin 1939 dans El Hogar, immédiatement après la recension que Borges consacre au roman de Joyce Finnegans Wake. Selon Vincent Message, « ce conte fait partie intégrante de la critique de Finnegans Wake. Il est une véritable parabole opposant Borges et Joyce, soit deux pratiques de la littérature. » Le roi de Babylone serait un avatar de Joyce, qui construit une œuvre extrêmement complexe, proche de l’illisible. Le roi des Arabes, lui, ne serait autre que Borges lui-même : même si ses œuvres sont tout aussi labyrinthiques, il cherche de son propre aveu à leur donner la « complexité modeste et secrète » du désert.

### L'Attente
- Première parution : revue Sur, no 186, mars 1950.
- Titre original : La espera

On ne saura jamais qui était Villari, et pourquoi il avait choisi de se cacher dans une vie obscure, dans un meublé au fond d'une maison anonyme, peuplée de gens et d'un chien également anonymes. On sait simplement qu'il savait qu'un jour, à moins d'un certain miracle, on le trouverait et qu'on le tuerait.
Le jour où cela arrive, Villari surpris dans son sommeil choisit de se tourner contre le mur : si les tueurs (dont un nommé Alejandro Villari) mettent fin à sa vie pendant qu'il rêve, sa mort ne sera pas si réelle. De toute façon, tout vaut mieux que l'attente.

### L'Homme sur le seuil
- Première parution : journal La nación, 20 avril 1952.
- Titre original : El hombre en el umbral

Le narrateur a pour mission de découvrir ce qu'est devenu un gouverneur en Inde britannique. Il apprend que la ville où il est a jadis eu un autre gouverneur, si mauvais que les habitants ont décidé de le punir ; ne se croyant pas assez sages ni dignes pour décider, ils ont préféré s'en remettre à un fou, à la fois juge et bourreau.
Le narrateur s'égare dans le dédale de la ville et lorsque enfin il arrive à destination, il est trop tard : un nouveau fou vient d'exécuter la sentence, et les habitants le fêtent.

### L'Aleph
- Première parution : revue Sur, no 131, septembre 1945.
- Titre original : El aleph

La nouvelle éponyme du recueil, dans lequel elle est en dernière place, met en scène une fois encore, Borges en tant que narrateur. Celui-ci nous raconte les évènements qui font suite à la mort de Beatriz Viterbo en 1929. Borges considère que l’anniversaire de Beatriz Viterbo est le 30 avril et décide, chaque année à la même date depuis 1929, de rendre visite au père de la défunte et à son cousin germain Carlos Argentino Daneri, habitant rue Garay (Buenos Aires). 
Le 30 avril 1941, Borges offre, lors de sa visite, une bouteille de Cognac à Carlos Argentino Daneri qui, après quelques verres, commence à développer sa réflexion sur l’homme moderne. Borges, par politesse plus que par intérêt, lui indique qu’il devrait mettre toutes ces idées par écrit. Ce qu’il avait déjà fait. Carlos Argentino Daneri écrivait depuis longtemps un poème qu’il a appelé « La terre » dans lequel il décrit la planète. « Poème dans lequel ne manquait certes pas la digression pittoresque ni l’apostrophe élégante. »
À la demande de Borges, Carlos Argentino Daneri lut plusieurs de ses vers et y ajouta à chaque fois un commentaire qui justifiait de manière très détaillée la volonté et le travail stylistique du poète derrière ces vers. Borges comprit que « le travail du poète n’était pas dans la poésie ; il était dans l’invention de motifs pour rendre la poésie admirable ». 
Deux dimanches plus tard, Carlos Argentino invita Borges à boire un verre de lait et à discuter de son poème. Argentino repartit dans des longues descriptions pompeuses à propos de toutes les références litteraires, théologiques et historiques qu’il introduisait dans sa prose. Il avait une idée en tête, celle de demander à Borges de préfacer son « fatras pédantesque ». Borges laissa passer du temps avant de reparler à Argentino. 
À la fin d’octobre, Carlos Argentino reparla à Borges. Il était angoissé car sa maison, la maison de ses parents avant lui, allait être détruite par deux hommes d’affaires. Argentino confessa à Borges qu’il ne pouvait finir son immense poème sans sa maison. Dans la cave de cette maison se trouvait un Aleph. Il ajouta également qu’un Aleph était « un point de l’espace dans lequel se trouvaient tous les points ». L’Aleph dans la mythologie borgésienne est « le lieu où se trouvent, sans se confondre, tous les lieux de l’univers vus de tous les angles. »
Borges décida qu’il lui fallait voir cet Aleph. Il demanda donc à Argentino de lui indiquer comment. Celui-ci lui indiqua qu’il devait se rendre dans la cave, se coucher au bas de l’escalier, attendre que ses yeux s’habituent à l’obscurité et regarder fixement la dix-neuvième marche. Au bout de quelques minutes il verrait l’Aleph. 
Borges suivit les instructions à la lettre et se retrouva quoique dubitatif dans la position recommandée pour voir l’Aleph. Et il le vit. 
Borges tente ici, limité par l’aspect successif du langage, de décrire l’infinité d’évènements et de lieux, d’objets et de personnes superposées qu’il vit dans l’Aleph en un instant. « Mes yeux avait vu cet objet secret et conjectural, dont les hommes usurpent le nom, mais qu’aucun homme n’a regardé ; l’inconcevable univers. »
Dans un post-scriptum, le narrateur indique que la maison a depuis été détruite. Il finit sur plusieurs remarques. D'une part, l'Aleph porte le nom de la première lettre de l'alphabet hébreu. Pour la Cabale, cette lettre signifie le "En Soph", la divinité illimitée et pure. Il a aussi été dit qu'elle a la forme d'un homme qui montre le ciel et la terre, pour indiquer que le monde inférieur est le miroir et la carte du supérieur. Pour la Mengenlehre, c'est le symbole des nombres transfinis, dans lesquels tout n'est pas plus grand que l'une des parties.
D'une autre, le narrateur estime qu'il y a (ou qu'il y eut) un Aleph, ainsi que l'Aleph de la rue Garay était un faux Aleph. Il s'explique ainsi. Il sut que vers 1867, le capitaine Burton occupa les fonctions de consul britannique au Brésil. En juillet 1942, Pedro Henriquez Ureña découvrit dans une bibliothèque de Santos un de ses manuscrits, traitant du miroir que l'Orient attribue à Iskandar Zu al Karnayn (ou Alexandre Bicorne de Macédoine), dont le cristal reflétait la totalité de l'univers. Burton cite d'autres objets similaires : la septuple coupe de Kai Josrú, le miroir que Tárik ibn Ziyád trouva dans une tour, le miroir que Lucien de Samosate put examiner sur la lune, la lance spéculaire que le premier livre du Satiricon de Capella attribue à Jupiter, le miroir universel de Merlin. Mais Burton ajoute que ces objets n'existent pas et, de plus, sont de simples instruments d'optique. Cependant, les fidèles qui accourent à la mosquée Amr ibn al-As, au Caire, savent très bien que l'univers est à l'intérieur d'une des colonnes de pierre qui entourent la cour centrale. Personne ne peut le voir, mais ceux qui approchent leur oreille de la surface disent percevoir, peu après, sa rumeur affairée. Le bâtiment date du VIIe siècle, tandis que les colonnes proviennent d'autres temples de religions pré-islamiques. Comme l'a si bien écrit Ibn Khaldoun : "Dans les républiques fondées par les nomades, le concours des étrangers est indispensable pour tout ce qui est maçonnerie."

## Éditions
- L'Aleph, collection “L'imaginaire”, Gallimard,  (ISBN 2-07-029666-0)